# Stefan Sultana
Stefan Sultana (ur. 18 lipca 1968 w Ħamrunie) – maltański piłkarz grający na pozycji napastnika. W swojej karierze rozegrał 33 mecze i strzelił 4 gole w reprezentacji Malty.

## Kariera klubowa
Swoją karierę piłkarską Sultana rozpoczął w klubie Ħamrun Spartans. W 1983 roku zadebiutował w nim w maltańskiej Premier League. W sezonie 1987/1988 stał się podstawowym zawodnikiem tego klubu. W Ħamrun Spartans występował do końca sezonu 1997/1998. Wraz z Ħamrun Spartans wywalczył trzy tytuły mistrza Malty w sezonach 1986/1987, 1987/1988 i 1990/1991 i dwa wicemistrzostwa Malty w sezonach 1984/1985 i 1992/1993. Zdobył też pięć Pucharów Malty w latach 1984, 1987, 1988, 1989 i 1992 oraz Superpuchar Malty w 1995 roku.
Latem 1998 roku Sultana przeszedł do Hiberniansu Paola. W sezonie 2001/2002 wywalczył z Hiberniansem tytuł mistrza kraju. W 2002 roku wrócił do Ħamrunu Spartans. Występował w nim do zakończenia sezonu 2009/2010. W 2010 roku krótko grał w klubie Xewkija Tigers. Zakończył w nim swoją karierę w wieku niespełna 42 lat.
| Sezon   | Klub            | Kraj  | Rozgrywki      | Mecze | Bramki |
| ------- | --------------- | ----- | -------------- | ----- | ------ |
| 1983/84 | Ħamrun Spartans | Malta | Premier League | 6     | 0      |
| 1984/85 | Ħamrun Spartans | Malta | Premier League | 3     | 0      |
| 1985/86 | Ħamrun Spartans | Malta | Premier League | 7     | 0      |
| 1986/87 | Ħamrun Spartans | Malta | Premier League | 11    | 0      |
| 1987/88 | Ħamrun Spartans | Malta | Premier League | 13    | 5      |
| 1988/89 | Ħamrun Spartans | Malta | Premier League | 16    | 2      |
| 1989/90 | Ħamrun Spartans | Malta | Premier League | 15    | 11     |
| 1990/91 | Ħamrun Spartans | Malta | Premier League | 14    | 2      |
| 1991/92 | Ħamrun Spartans | Malta | Premier League | 17    | 22     |
| 1992/93 | Ħamrun Spartans | Malta | Premier League | 18    | 18     |
| 1993/94 | Ħamrun Spartans | Malta | Premier League | 18    | 13     |
| 1994/95 | Ħamrun Spartans | Malta | Premier League | 18    | 13     |
| 1995/96 | Ħamrun Spartans | Malta | Premier League | 17    | 10     |
| 1996/97 | Ħamrun Spartans | Malta | Premier League | 26    | 23     |
| 1997/98 | Ħamrun Spartans | Malta | Premier League | 25    | 8      |
| 1998/99 | Ħamrun Spartans | Malta | Premier League | 3     | 2      |
| 1998/99 | Hibernians FC   | Malta | Premier League | 19    | 10     |
| 1999/00 | Hibernians FC   | Malta | Premier League | 22    | 6      |
| 2000/01 | Hibernians FC   | Malta | Premier League | 27    | 9      |
| 2001/02 | Hibernians FC   | Malta | Premier League | 1     | 0      |
| 2001/02 | Ħamrun Spartans | Malta | Premier League | 26    | 11     |
| 2002/03 | Ħamrun Spartans | Malta | Premier League | 24    | 11     |
| 2003/04 | Ħamrun Spartans | Malta | Premier League | 24    | 6      |
| 2004/05 | Ħamrun Spartans | Malta | Premier League | ?     | ?      |
| 2005/06 | Ħamrun Spartans | Malta | Premier League | 17    | 5      |
| 2006/07 | Ħamrun Spartans | Malta | First Division | ?     | ?      |
| 2007/08 | Ħamrun Spartans | Malta | Premier League | 21    | 8      |
| 2008/09 | Ħamrun Spartans | Malta | Premier League | 20    | 2      |
| 2009/10 | Xewkija Tigers  | Malta | First Division | 2     | 0      |

## Kariera reprezentacyjna
W reprezentacji Malty Sultana zadebiutował 7 maja 1991 roku w przegranym 1:4 towarzyskim meczu z Islandią, rozegranym w Attardzie. W swojej karierze grał w: eliminacjach do Euro 92, do MŚ 1994, do MŚ 1998 i do Euro 2000. Od 1991 do 1999 roku rozegrał w kadrze narodowej 33 spotkania i zdobył w nich 4 gole.